# Sultanmes
Sultanmes (Melanochlora sultanea) är en sydöstasiatisk tätting i familjen mesar, den största i familjen.

## Utseende
Sultanmesen är med en kroppslängd på 20-21 cm överlägset störst medlem i familjen mesar. Fjäderdräkten är färgglatt gulsvart med gul undersida och blåsvart (eller hos honan grönsvart) ovansida, strupe och stjärt. På huvudet syns en lång tofs och spretig tofs, svart hos underarten gayeti (se nedan), gul hos övriga underarter.

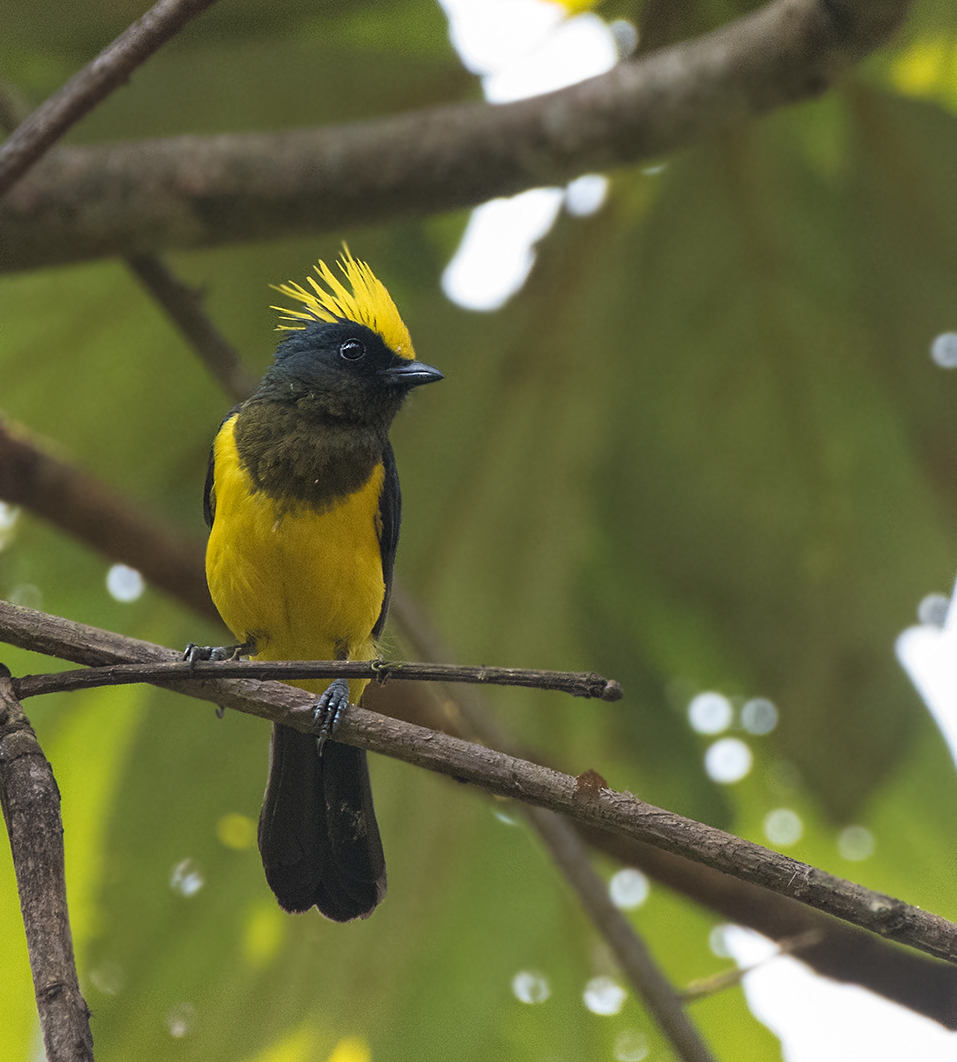

## Läte
Sultanmesen är en mycket ljudlig fågel, med olika gnissliga och gälla läten. Sången består av upprepade ljusa visslingar, ibland något stigande.

## Utbredning och systematik
Sultanmes placeras som enda art i släktet Melanochlora. Den delas in i fyra underarter med följande utbredning:
- sultanea-gruppen
  - Melanochlora sultanea sultanea – Nepal Assam, Myanmar, norra Thailand, norra Laos och Vietnam
  - Melanochlora sultanea flavocristata – södra Myanmar till södra Thailand, Malackahalvön, Sumatra och Hainan
  - Melanochlora sultanea seorsa – södra Kina (centrala Fujian till södra Guangxi) till Laos och nordöstra Tonkin
- Melanochlora sultanea gayeti – centrala Annam (Col des Nuages) till södra Laos (Bolavensplatån)

## Status och hot
Arten har ett stort utbredningsområde och en stor population, men tros minska i antal till följd av habitatförstörelse, dock inte tillräckligt kraftigt för att den ska betraktas som hotad. Internationella naturvårdsunionen IUCN kategoriserar därför arten som livskraftig (LC). Världspopulationen har inte uppskattats men den beskrivs som sällsynt i västra Himalaya men rätt vanlig i östra Himalayas förberg, lägre Kachinbergen och Hukawngdalen i norra Myanmar.